# Мелвін Стюарт
Мелвін Стюарт (англ. Melvin Stewart, 16 листопада 1968) — американський плавець.
Олімпійський чемпіон 1992 року, учасник 1988 року.
Чемпіон світу з водних видів спорту 1991 року.
Переможець Пантихоокеанського чемпіонату з плавання 1987, 1989, 1991 років.